# Oreoluwa Cherebin
Oreoluwa Cherebin (sinh ngày 24 tháng 12 năm 1997) là một vận động viên bơi lội người Grenada. Cô đã tham gia các cuộc thi bơi bướm 50 m và 100 m, 50 m và 100 m tại Giải vô địch bơi lội thế giới FINA 2012 (25 m). Cherebin cũng đã tham gia cuộc thi bơi ếch 50 m và bướm 50 m tại Giải vô địch thể thao dưới nước thế giới 2013.
Vào năm 2016, cô đã tham gia Cuộc thi Bướm nữ 100 tại Thế vận hội Mùa hè 2016 và về nhì ở lần nóng đầu tiên với thời gian được ghi là 1: 10,40 nhưng không tiến tới giai đoạn sau của cuộc thi.
Cô đã tham gia bốn sự kiện tại Đại hội Thể thao Khối thịnh vượng chung 2018.